# Roberto Paolo Ferrari
Roberto Paolo Ferrari (Lecco, 7 novembre 1974) è un politico italiano, deputato per la Lega Nord dal 2018 al 2022.

## Biografia
Ha frequentato l'istituto per Servizi commerciali "Casa degli Angeli" di Lecco, dove si è diplomato nel 1994, con una valutazione di 60/60.
Si è iscritto quindi al corso di laurea in Economia alla Università Bocconi di Milano per poi passare alla Facoltà di Scienze politiche presso l'Università degli Studi di Milano, per poi trasferirsi l'anno dopo. Durante gli studi vince un concorso pubblico presso il Comune di Bosisio Parini, presso l'ufficio tributi, decidendo quindi di abbandonare l'Università, senza aver conseguito una laurea.

### Attività politica
Iscritto per la prima volta alla Lega Nord nel 1992, è stato segretario della Sezione di Oggiono della Lega Nord dal 1999 al 2003.
Eletto parlamentare alla Camera dei Deputati nelle elezioni politiche del 4 marzo 2018, si è iscritto al gruppo Lega Salvini Premier. Capogruppo della Lega in IV commissione Difesa, è componente della VI Commissione Finanze ed è membro supplente dell'assemblea parlamentare del Consiglio d'Europa.
Non viene ricandidato alle elezioni politiche del 2022.

### Attività amministrativa
Consigliere comunale di Oggiono dal 1995 al 1999 e dal 2004 al 2009, quando è capogruppo della Lega Nord e presidente della Commissione consiliare Affari Istituzionali dal 2007 al 2009.
Sindaco del Comune di Oggiono dall'08 giugno 2009 al 25 maggio 2014 e rieletto dal 26 maggio 2014 fino al 26 maggio 2019. Nel 2019 è rieletto consigliere comunale.

### Attività professionale
Responsabile dell'ufficio tributi ed informatica del Comune di Bosisio Parini dal 2001 al 2006.
Consigliere di amministrazione della società Acel Service di Lecco dal 2003 al 2006.
Responsabile del servizio informatico e del servizio tributi del Comune di Galbiate dal 2006 al 19 marzo 2018. Attualmente in aspettativa.